# Бейлин, Йоси
Бейлин Иоси (Иосеф ивр. יוסי ביילין‎; родился 12 июня 1948 года, в Петах-Тикве) — израильский политолог, общественный деятель и политик, депутат кнессета нескольких созывов. Выступает за скорейшее решение арабо-израильского конфликта и создание Палестинского государства.

## Ранние годы
В 19 лет был призван в Армию обороны Израиля. Участвовал в Шестидневной войне 1967 года. В 1973 году в качестве резервиста участвовал в Войне Судного дня на Голанских высотах. По свидетельству Бейлина, в результате испытанного им в ходе этой войны он перестал придерживаться традиций иудейской религии и стал сторонником мирного разрешения арабо-израильского конфликта.
Обучался в Тель-авивском университете. В 1972 году получил степень бакалавра по еврейской литературе и политологии, а в 1976 году степень магистра по политологии. В 1969-77 годах Бейлин работал журналистом в газете «Давар». В 1972—1985 годах читал лекции по политологии в Тель-Авивском университете. В 1981 году получил степень доктора философии, написав диссертацию об израильской политической жизни в 1967—1973 годах.

## Взгляды и политическая карьера
Бейлин неоднократно высказывался за необходимость полного отступления со всех территорий, занятых Израилем в ходе Шестидневной войны, и за заключение всеобъемлющего мирного договора с арабскими странами.
В 1977-84 годах Бейлин отвечал за связь с прессой израильской партии Авода. Он стал одним из ближайших последователей Шимона Переса.
В 1984-86 годах Бейлин занимал пост секретаря правительства.
В 1986-88 годах занимал пост директора политического департамента в МИД Израиля.
В 1988 году Бейлин был избран в Кнессет 12-го созыва по списку левого блока Маарах, был заместителем министра финансов. Он стал одним из лидеров группы из восьми молодых депутатов кнессета от Маараха, в которую, наряду с ним, входили Хаим Рамон, Амир Перец, Авраам Бург и другие.
После ухода из правительства Бейлин стал одним из руководителей Фонда совместной экономической деятельности, который поддерживал проекты, направленные на арабско-еврейское сближение. В 1992 году Бейлин получил должность заместителя министра иностранных дел (министром был Шимон Перес). Он сыграл большую роль в организации и проведении тайных переговоров с представителями Организации освобождения Палестины, результатом которых стало заключение 20 августа 1993 года соглашения в Осло. В 1995 году стал министром экономики и планирования, затем министром в министерстве главы правительства.
В 1994-96 годах Бейлин вёл переговоры с одним из лидеров Палестинской автономии Абу-Мазеном (Махмуд Аббас), в результате которых было заключено соглашение, принятое в качестве базы для будущего договора об урегулировании конфликта. В 1997 году выставил свою кандидатуру на пост главы партии Авода, но проиграл на праймериз Эхуду Бараку. В 1999 году Бейлин получил должность министра юстиции, а в 2000 году также портфель министра по делам религий. В 2001 году Бейлин выступал против вступления Израильской рабочей партии в правительство национального единства во главе с Ариэлем Шароном. В связи с этим противоречием Бейлин вышел из партии Авода и перешёл в партию Мерец.

## Политическая деятельность после выхода из партии Авода
Бейлин являлся главой группы израильских интеллектуалов левого направления, которые вели неофициальные переговоры с группой интеллектуалов и политических деятелей Палестинской автономии. 1 декабря 2003 года в Женеве между двумя группами было заключено неофициальное соглашение, известное как «Женевская инициатива». Соглашение предусматривало почти полное отступление Израиля с занятых во время Шестидневной войны территорий к границам 1967 года, ликвидацию большинства еврейских поселений на этих территориях, создание столицы палестинского государства в Восточном Иерусалиме. Палестинские беженцы, согласно соглашению, должны иметь безоговорочное право на возвращение в Палестинское государство, квоту на возвращение беженцев в Израиль должно, согласно соглашению, определять исключительно Государство Израиль. Это соглашение вызвало критику в Израиле.
В начале 2004 года Мерец и движение Шахар, созданное Бейлином в 2002 году, объединились в партию Яхад, председателем которой стал Бейлин. Бейлин выступал с критикой плана Ариэля Шарона по одностороннему размежеванию, настаивая на том, что выход Израиля из Газы возможен только в рамках полноценного и окончательного соглашения с Палестинской национальной администрацией, как предусматривала «Женевская инициатива». Односторонний выход рассматривался Бейлином как «поощрение террористов» и уступка ХАМАСу. Бейлин также подверг критике строительство разделительного барьера между Израилем и Западным берегом реки Иордан. На выборах в кнессет 17-го созыва Бейлин возглавил список партии Мерец-Яхад, получившей пять мандатов. Партия оставалась в оппозиции к правительству Эхуда Ольмерта.
После поражения партии Мерец на выборах 2009 года Бейлин объявил о своём уходе из политики.

## Предложение по облегчению гиюра
Бейлин предложил законопроект, согласно которому евреями считались бы и те граждане Израиля, у которых еврей только отец (в настоящее время евреями признаются только люди, чья мать была еврейкой). Также он предложил так называемый светский гиюр для граждан Израиля нееврейской национальности, в результате которого каждый мог бы присоединиться к еврейскому народу без сложной процедуры ортодоксального религиозного гиюра. Такой законопроект облегчил бы положение многих иммигрантов из бывшего СССР, которые, не будучи евреями согласно религиозному закону, не имеют возможности вступить в Израиле в брак.
Однако комитет правительства Израиля по законодательству отклонил подобный законопроект.

## Другая деятельность
Бейлин уделял большое внимание отношениям Израиля с евреями других стран. В 1999 году в результате его деятельности был начат проект «Таглит», в рамках которого в 1999–2005 годах около 250 тысяч представителей еврейской молодёжи бесплатно посетили Израиль с ознакомительной поездкой.

## Личная жизнь. Награды
Бейлин женат, у него двое детей. Проживает в Тель-Авиве.
За свою миротворческую деятельность Бейлин был награждён президентом Франции орденом Почётного легиона.